# Гідрогеологія Чехії
Гідрогеоло́гія Че́хії.
На території Чехії виділяє гідрогеолічна структура Чеського масиву, в межах якої розташований ряд артезіанських басейнів — Чеський крейдовий, Ческе-Будейовіцький та інші. 
Основні ресурси прісних підземних вод формуються в гравійно-галькових четвертинних алювіальних і флювіогляціальних відкладах, в пісковиках крейди, в карбонатних породах мезозою, в ефузивах неогену. У четвертинних відкладах ґрунтові води залягають на глибині 80 м. Витрати колодязів і свердловин в основному 3—15 л/с. Серед порід крейди високою, але надто нерівномірною водоносністю характеризується товща пісковиків. Артезіанські горизонти залягають на глибині 80—900 м. Модуль підземного стоку 3,5—4 л/скм2. Витрати джерел до 5 л/с, максимально — до 25 л/с, рідко 150 л/с. Питомі дебіти свердловин 0,1—10 л/с, рідше до 16 л/с. На площі розвитку кристалічних порід прісні підземні води формуються в зоні екзогенної і тектонічної тріщинуватості; витрати джерел від часток до 1 л/с. Мінералізація прісних підземних вод 0,1—1 г/л, склад їх переважно НСО3- — Са2+, Са2+ — Mg2+, SO42- — Са2+. 
Загальні природні ресурси прісних підземних вод Чехії оцінюються в 30—45 м³/с.